# Theater franzjosefskai21

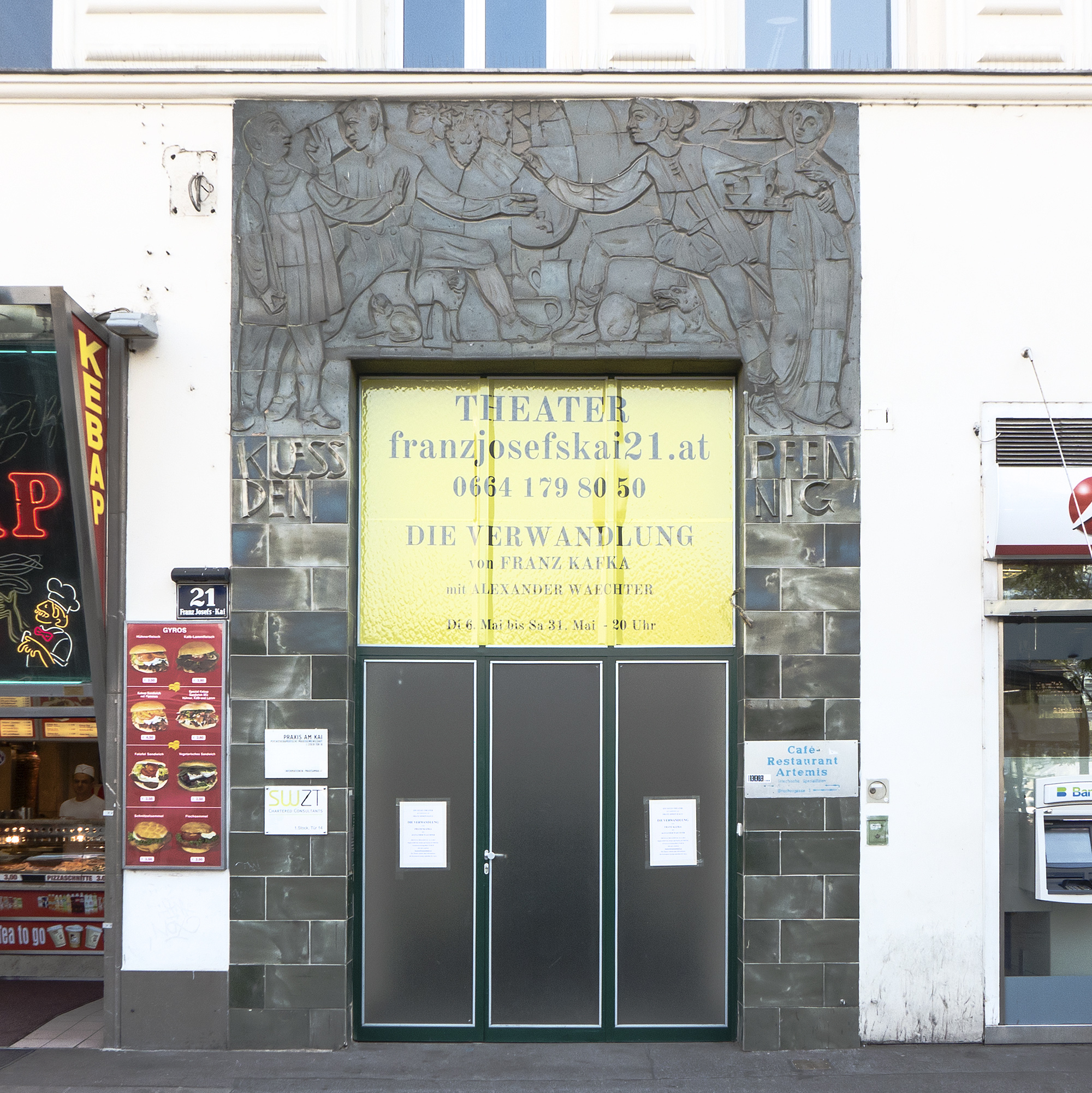
Theater franzjosefskai21

Das Theater franzjosefskai21 ist eine Kleinbühne am namensgebenden Franz-Josefs-Kai 21 im 1. Wiener Gemeindebezirk Innere Stadt.

## Geschichte
Die 1970 eröffnete Kleinbühne Theater am Schwedenplatz wurde im Juni 2006 von ihrem Gründer und Leiter Herbert Lederer geschlossen. Alexander Waechter übernahm das Lokal, sanierte es von Grund auf und bespielt es seit Mai 2014 unter dem Namen Theater franzjosefskai21. Eröffnet wurde das neue Theater mit dem Stück Die Verwandlung von Franz Kafka.
Das kleine Theater verfügt über 50 Sitzplätze mit einheitlichen Preisen, ist zur Gänze aus Eigenmitteln finanziert und bekommt keinerlei Subventionen.

## Das Programm
- 2014/2023–2024: Die Verwandlung, von Franz Kafka, Regie und Darsteller: Alexander Waechter
- 2015: Der Hofnarr des Volkes, Karl Valentin und Liesl Karlstadt, mit Bernhard Majcen und Alexander Waechter
- 2015/2020: Wittgensteins Neffe, von Thomas Bernhard, Regie und Darsteller: Alexander Waechter
- 2015: Der Baron Bagge, von Alexander Lernet-Holenia, Regie und Darsteller: Alexander Waechter
- 2016/2021: Der Kleine Prinz, von Antoine de Saint-Exupéry Übersetzung, Regie und Darsteller: Alexander Waechter
- 2016: Mein Kampf, von Adolf Hitler, Regie und Darsteller: Alexander Waechter
- 2017: KOMIK & NOTEN, Musikalischer Abend u. a. Armin Berg, Hermann Leopoldi, Georg Kreisler, Gerhard Bronner, Regie und Darsteller: Alexander Waechter, am Klavier: Wolfgang Tockner/Sophie Schollum
- 2017: Radetzkymarsch, von Joseph Roth, Regie und Darsteller: Alexander Waechter
- 2018: Tante Jolesch kocht?, Regie und Darsteller: Alexander Waechter
- 2019: 3 Grotesken?,  (Der Empfindsame, Andreas Thameyers letzter Brief, Der Ehrentag), von Arthur Schnitzler, Regie und Darsteller: Alexander Waechter
- 2019: Der Wanderer, von Elfriede Jelinek, Regie und Darsteller: Alexander Waechter
- 2020: 1fach Komik, von Alexander Waechter, Regie und Darsteller: Alexander Waechter
- 2022: Die Legende vom heiligen Trinker, von Joseph Roth, Regie und Darsteller: Alexander Waechter
- 2023: Die Abenteuer des braven Soldaten Schwejk, von Jaroslav Hašek, Regie und Darsteller: Alexander Waechter
- 2024: Wiederaufnahme: Tante Jolesch kocht?, Regie und Darsteller: Alexander Waechter